# Hélène Rompré
Hélène Rompré est une auteure québécoise se consacrant à la littérature de jeunesse. Elle est également historienne et enseignante. Née à Québec en 1978, elle a publié, aux éditions Pierre Tisseyre, La Société secrète CDG et, aux éditions du Phoenix, Au cœur d'Azalée.
Elle a également publie son premier roman pour adultes, Novembre veut ma peau, aux éditions Pierre Tisseyre.
En 2023, elle fait partie des 20 auteurs et autrices en lice pour le Prix du récit Radio-Canada 2023 avec son récit Les vagues scélérates.
Finaliste au Prix jeunesse des libraires du Québec.